# Boerhavia grandiflora
Boerhavia grandiflora är en underblomsväxtart som beskrevs av Achille Richard. Boerhavia grandiflora ingår i släktet Boerhavia och familjen underblomsväxter. Inga underarter finns listade i Catalogue of Life.